# Vincenzo Cabianca (urbanista)

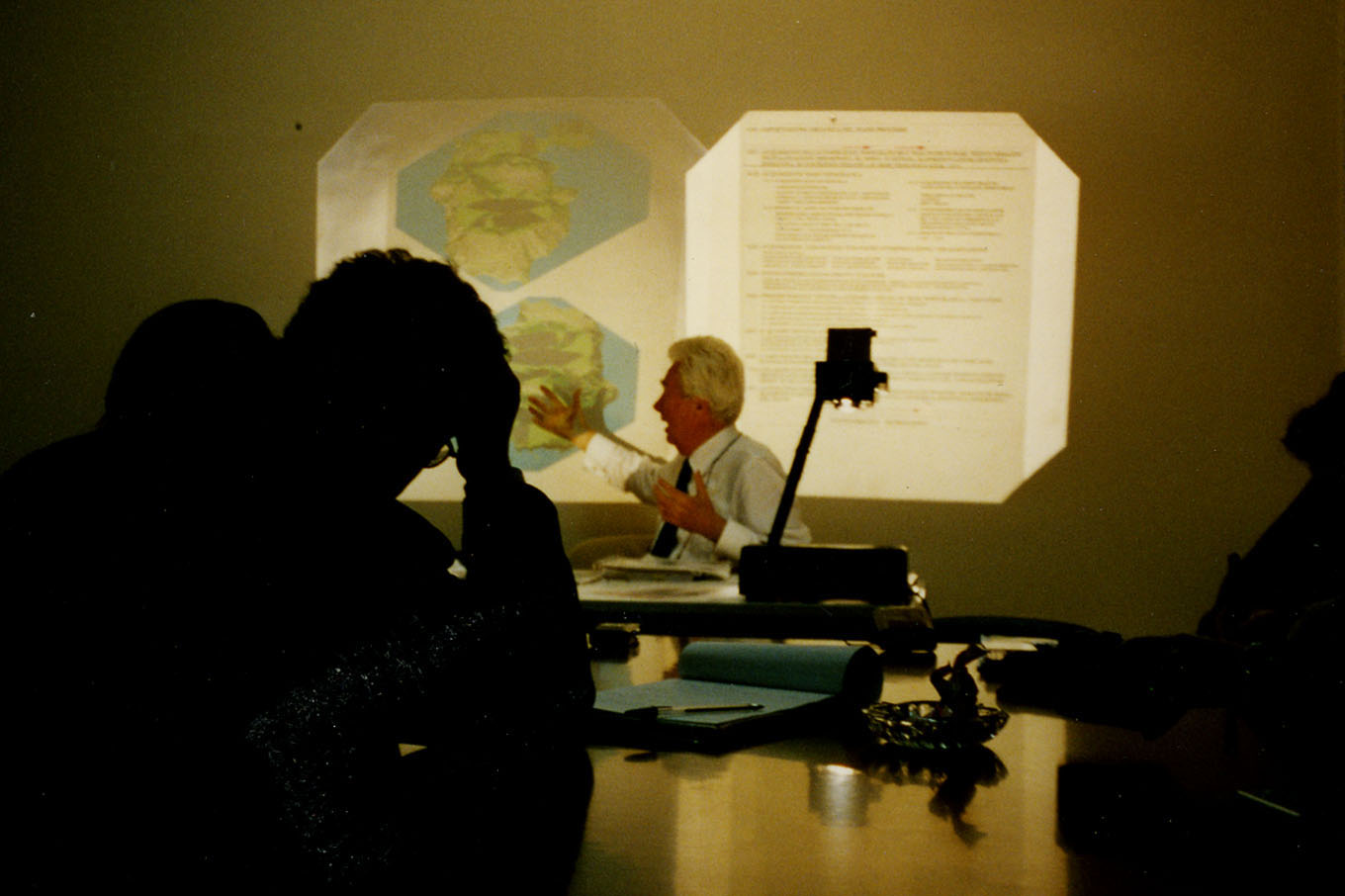
Prof. Vincenzo Cabianca,Lezione Magistrale 2005, Università degli Studi di Palermo

Vincenzo Cabianca (Modena, 28 marzo 1925 – Roma, 31 luglio 2015) è stato un ingegnere e urbanista italiano.

## Biografia
Compie i primi studi a Roma, al Liceo ginnasio statale Terenzio Mamiani, dove consegue la maturità classica (1943). Frequenta l'Accademia navale (1943 – 1945) e successivamente si laurea in ingegneria (1949). Frequenta G. Schmidt presso l'IGM e diviene esperto nel campo della fotointerpretazione.
Subito dopo la laurea vince il primo premio nei concorsi per i piani regolatori di Siracusa (primo P.R.G.), Latina, Augusta, Modica, Isole Eolie.
Nel 1956, consegue la libera docenza in urbanistica.
Negli anni '60 si impegna nella fondazione dell'Istituto nazionale di architettura (INARCH) e di rifondazione dell'Istituto Nazionale di Urbanistica (INU). Redige, con Michele Liistro e Concetto Santuccio, la seconda edizione del P.R.G. di Siracusa, progetta il quartiere “Uliveto” (INA Casa) a San Severo; a Roma, in collaborazione con l'INU e l'Ufficio speciale del PRG comunale, coordina il piano per il sistema del verde che viene pubblicato in un numero doppio della rivista “Urbanistica”. Progetta il sistema di musei di tutta la Libia (Sabrata, Tripoli, Leptis Magna, Tokra, Apollonia Susa, Bengasi, Cirene, Sebha), opera che verrà interrotta dalla rivoluzione del 1969. Collabora con Lorenzo Quilici per la carta dei beni culturali archeologici del territorio romano, che porta da 300 a 2.000 le presenze archeologiche rappresentate nel piano, individuate in gran parte attraverso la foto-interpretazione.
Dal 1968 al 1997 è chiamato all'Università degli Studi di Palermo presso cui fonda la Scuola di pianificazione territoriale, prestigiosa comunità di didattica, ricerca e azione sul territorio (oggi portata avanti dal prof. Maurizio Carta). È professore incaricato, poi ordinario (1976) di pianificazione territoriale urbanistica, nonché direttore del Dipartimento Città e Territorio (1983) della Facolta di Architettura. Con Ignazia Pinzello, produce la carta archeologica della Sicilia e il piano di demanializzazione di tutte le coste siciliane e, con gli assistenti al corso, i piani e progetti di recupero del centro storico di Palermo.
Progetta le sistemazioni archeologiche dei parchi della Neapolis di Siracusa (Teatro greco, Anfiteatro romano, Latomie), dei parchi archeologici di Megara Hyblaea, Leontinoi, Akre, Tindari, Lipari. Progetta i piani delle aree di sviluppo industriale del Golfo di Policastro e del Museo di Segesta e affianca la Soprintendenza negli studi di fotointerpretazione nella redazione di proposte progettuali per i parchi di Segesta e Selinunte.
Progetta le proiezioni territoriali del “Progetto per l'assetto dell'Italia degli anni '80” (Progetto 80) per il Ministero del Bilancio e programmazione economica, in collaborazione con Archibugi, Lacava, Moroni et alii. Con il centro S.P.E. progetta i piani regionali di Lazio, Toscana, Calabria e Sicilia, il Piano per il Mezzogiorno d'Italia e il relativo “Piano per le aree libere e per il tempo libero”.
Dal 1980 inizia l'attività poetica letteraria con la produzione di 18 volumi di “Poesia della Scienza”.
Negli anni '90 completa l'ordinamento scientifico del Museo vulcanologico e la sua digitalizzazione che diventerà la matrice scientifica configurante del piano territoriale paesistico delle Eolie. Riordina la sezione di Biogeografia evolutiva nel Museo archeologico regionale del Castello di Lipari. Progetta i Visitors Centers per tutte le isole Eolie e il Video museo dei beni culturali sommersi (Filicudi), che non vengono realizzati.
Progetta (1993 – 2000), per la Regione Siciliana, il Piano paesistico territoriale delle Isole Eolie (con la collaborazione di Maurizio Carta) che fornirà il supporto di garanzia di conoscenza e tutela delle Eolie per il loro riconoscimento UNESCO di appartenenza al “Patrimonio intangibile dell'umanità”. Entrano a far parte del “Patrimonio dell'umanità” anche Siracusa e Modica – Val di Noto, i cui patrimoni culturali sono stati tutelati dai relativi piani regolatori da lui redatti, a seguito dei concorsi vinti negli anni'50.
Tiene un corso triennale di museografia e museologia alla Scuola archeologica italiana di Atene (1994 - 97). Nel 1996 gli viene conferita la cittadinanza onoraria di Lipari.
Dal 2000, cura e organizza in forma digitale l'archivio dei disegni e dei documenti del nonno Vincenzo Cabianca, pittore macchiaiolo, che sarà utilizzato dalla storica dell'arte dell'800, Francesca Dini, per la pubblicazione del catalogo ragionato dell'artista.
È eletto Presidente regionale della sezione laziale e poi vicepresidente nazionale dell'Istituto Nazionale di Urbanistica (INU). Presiede la commissione per il diritto urbanistico che conduce la fondamentale lotta per la riforma urbanistica dei regimi dei suoli e degli immobili in regime concessorio.
Nel 2005 è nominato professore emerito dell'Università di Palermo, la Laudatio è tenuta dal Prof. Maurizio Carta. Nel 2010 il Centro Studi di Lipari gli dedica un'apposita collana editoriale intitolata “Vincenzo Cabianca alle Eolie”, con biografia a cura di Adriana Pignatelli Mangoni. È presidente onorario dell'associazione culturale Nuovo Museo Paolo Orsi - Siracusa (2012) e della commissione di concorso per il parco delle mura dionigiane - Siracusa (2013). Il 9 dicembre 2013 il Comune di Siracusa gli ha conferito la cittadinanza onoraria per meriti professionali e culturali.
È presidente della sezione italiana dell'Associazione internazionale di urbanistica e promuove un'intensa azione di internazionalizzazione degli studi e delle iniziative, sia in facoltà che all'INU.
Nel 2008 scrive, insieme a Maurizio Carta, la storia urbanistica di Palermo per il volume dedicato alla città dell'Istituto dell'Enciclopedia Italiana (Treccani)

## Opere di soggetto urbanistico
È autore di 80 pubblicazioni scientifiche relative ai suoi piani e progetti. L'ultima pubblicazione riguarda la voce Urbanistica per “Palermo città d'arte” per la Treccani in collaborazione con Maurizio Carta.
- su "La città-regione in Italia" - Regione e città-regione nella pianificazione territoriale (1966)
- su "Il centro antico di Palermo" "Com'era e dov'era" - Pensando al centro storico di Varsavia (1973)
- su "Il Recupero Democratico delle Città"Il Recupero Democratico della Città - Roma Ed. Officina (coll. A. di Gregorio) (1980)
- su "Progetto Venezia - Ponte dell'Accademia" Progetto Venezia - Ponte dell'Accademia (coll. R. Bettei et alii) (1985)
- su "Vertenza Palermo Centro Storico" - Vertenza Palermo Centro Storico - Palermo Ed. Q.D.I. (coll. I. Pinzello, M. Costantino, E Stella) (1985)
- su Dinamica dei Sottoprocessi
- su "Quadro Sistemico dei Processi di Pianificazione" Quadro Sistemico dei Processi di Pianificazione Pal. Ed. Q.D.I. - (coll. I. Pinzello, M. Costantino, E. Stella) (1986)
- su "Carta dei Siti Archeologici della Sicilia" - Carta dei Siti Archeologici della Sicilia - Pal. Ed. Q.D.L. (in coll. con I. Pinzello)
- su "La città delle rondini" - La città delle rondini (in coll. con R. Bettei) (1987)
- su "TEOREMA SICILIANO" Teorema Siciliano Pal. Ed. Q.D.L. (a cura di Domenico Costantino) (1989)
- su "CITTÀ & PSICHE" - Rassegna di Cultura della Città e dell'Ambiente - Pal. Ed. Marcheterritorio (a cura di F. Bronzini, F. Oliva e M.A. Bedini) (1990)
- su "OMAGGIO A CALVINO" (2010) "In collaborazione con Renata Bettei, riedizione de "La città delle rondini"
- su "Poesie della Scienza" volume XVIII - "Nati per conoscere" - ed. ISMECA - con il titolo "Omaggio a Calvino". (2010)
- su "DIECI ANNI AL MUSEO EOLIANO (1987 - 1996)" Quaderni del Museo Archeologico Regionale Eoliano (a cura di Umberto Spigo) (1996)
- su "PROGETTARE N. 1" - Il riuso dei Centri Storici(1996)
- su "PROGETTARE N. 2" - Centri storici in attesa (1996)
- su "MUSEOGRAFIA E TERRITORIO" - Museografia e Territorio Pal. Ed. Q.D.L. (a cura di I. Pinzello)
- su "DÈMETRA N. 1" coll. R. Bettei e G. Michelangeli) Archisculture
- su LA CONOSCENZA COME MATRICE DI LIBERTÀ, LA PIANIFICAZIONE COME MATRICE DI PARI OPPORTUNITÀ Pal. E.d. M.E.D.INA (coll. M. Carta) (1996)
  - Teorie, metodi e linguaggi della pianificazione:
  - Programmazione, pianificazione territoriale e urbanistica
  - Il territorio della conoscenza storica
- su "LE TRE CULTURE" patrocinio: Comune di Erice, Regione Siciliana (a cura di: Tullio Sirchia)
  - I Beni Culturali: il valore aggiunto della multimedialità
- su “LA PROPOSTA DI ERICE” La proposta di Erice (a cura di: T. Sirchia) Milano – ed. Electa (1996)
  - La creazione a Erice, a lato del polo scientifico E. Majorana di un secondo polo museale interattivo della cultura umanistica e multimediale
- su "SEGESTA I - LA CARTA ARCHEOLOGICA"
- su "IL SISTEMA MUSEALE SCIENTIFICO UNIVERSITARIO DI PALERMO" Palermo città educativa - Il Sistema Museale Scientifico Universitario di Palermo (a cura di M. Carta) - Pal. Ed. Medina (1997)
- su “SEGESTA" - Segesta (in collaborazione con l'archeologo Roa Camerata), Palermo - ed. Sellerio
- sul "FUTURO DEI MUSEI DELLE SCIENZE E DELLA TECNICA" - ISOLE EOLIE - Un video-museo di archeologia sottomarina (a cura di R. Cialdea, in coll. con R. Bettei) ed. U.S. Roma La Sapienza (1991)
- su "I SITI DEL FARE E I SITI DEL PENSARE" - La noosfera tra cultura umanistica e cultura scientifica (1999) - La noosfera tra cultura umanistica e cultura scientifica (ed. Fondazione A. della Rocca)
- su "IL MUSEO DELLA CULTURA POLITECNICA" - Il Museo della Cultura Politecnica (di F. Drugman) (2002) - "Palais de la Découverte" Italiani per una formazione scientifico-evoluzionista
- su “CITTÀ DI GENTI E CULTURE" - Città di genti e culture (a cura di Corrado Beguinot) - Fondazione Aldo della Rocca ed. Gianni editore (2004) - Religioni confessionali e religione della conoscenza
- su “LA CITTÀ DEI DIVERSI" - La città dei diversi(a cura di Corrado Beguinot) - Fondazione Aldo della Rocca ed. Gianni editore (2005) - Invito alla poesia umanistica e storica
- su “ARCHEOLOGY VOLCANISM AND REMOTE SENSING" - Aeolian islands in the UNESCO World Heritage List (a cura di Corrado Beguinot) - Fondazione Aldo della Rocca ed. F. Vitiello - ENEA (2006)
  - Verso il Parco Archeo-vulcanologico delle Eolie
- con Maurizio Carta voce "Urbanistica" in Palermo città d'arte, Treccani, 2008
- su DOCUMENTI SU VENT'ANNI DI UTOPIA URBANISTICA A SIRACUSA TRA NEOILLUMINISMO E NEOROMANTICISMO (Roma, La Casa del Nespolo, 2013) ISBN 978-88-909062-0-6

Sulla rivista Urbanistica:
- su URBANISTICA N. 10 (1952) - Il Quartiere Saint Gobain - Pisa (in coll. con R. Pontecorvo)
- su URBANISTICA N. 13(1953) - La fiera di Catania (in coll. con R. Pontecorvo)
- su URBANISTICA N. 14(1954) - Il piano regolatore di Siracusa (I) in coll. con A. Lacava, E. Roscioli
- su URBANISTICA N. 20 (1957) - Siracusa: ° Le Vicende del Tessuto Urbano ° La politica direzionale degli investimenti ° La sistemazione generale delle Neapolis
- su URBANISTICA N. 26 (1959) - San Severo: Il Quartiere Uliveto - un esempio di sistemazioni esterne in coll. con Bubbico, D. Gennari Santori, Piccione, Riccardi, Trunfio
- su L'ARCHITETTURA N. 52 (1960) - Quartieri e unità d'abitazione INA Casa "Complesso Residenziale "Uliveto" a San Severo di Foggia in coll. con D. Gennari Santori, Piccione, Bubbico, Riccardi.
- su URBANISTICA N. 31 (1960)
  - L'Arcipelago Eoliano: Cultura ed economia della Regione Eoliana (In coll. con: V. Cabianca, A. Lacava, F. Giardi, F. Querzola, L. Urbani)
- su "IL NUOVO ANTIQUARIUM DI RAGUSA" - archeologo A. Di Vita (1961)
- su "L'ARCHITETURA N. 127" (1966) - I Premi Regionali IN/ARCH 1964
- su URBANISTICA N. 46 (1966) - Roma: verso un sistema generale del verde - I risultati della ricerca sul sistema dei parchi attrezzati
- su URBANISTICA N. 49 (1967) - Ipotesi di assetto del Territorio Italiano: (In coll. con:V. Cabianca, A. Lacava, F.Giardi)
- su URBANISTICA N. 53 (1969) - La Sentenza n. 5 della Corte costituzionale
- su URBANISTICA N. 54-55(1970)
  - I Beni Culturali Archeologici del Territorio Romano (In coll. V. Cabianca, L. Quilici)
- su URBANISTICA N. 56(1970) - Proposta di Legge Ordinaria sui regimi di proprietà e di utilizzazione dei suoli
- su URBANISTICA N. 57 (1970) In coll. con:V. Cabianca, P. Moroni, F. Archibugi, A. Busca, M. Di Palma, B. Ferrara, A. Lacava, C. Morelli, O. Piacentini)
  - Progetto ‘80 Proiezioni Territoriali: Ricerche e modelli di base del Centro Piani
- su "L'ARCHITETURA N. 11" (1972) - I Premi Nazionali IN/ARCH 1969
- su URBANISTICA N. 58 (1972) - Trasferimento alle Regioni delle funzioni amministrative in materia urbanistica, viabilità, acquedotti etc.

## Opera poetico-letteraria
- Scrivere è Meglio di Vivere - (ed. Centro Studi Eoliano)(2012)
- Viaggio tra i Vulcani d'Italia e di Francia tra illuminismo e romanticismo - Adriana Pignatelli Mangoni & Vincenzo Cabianca - (ed. ArteM) (2012)
- Il Parco Letterario Eoliano - La Didascalizzazione di un Arcipielago Culturale di Luoghi Semiotici - (ed. Ismeca - Centro Studi Eoliano) (2012)
- Poesia della Scienza - Biografia sotto forma di intervista a V. Cabianca della Scienza - (ed. Ismeca - Centro Studi Lipari) (2011)
- Universi Paralleli I - Dall'Arte alla Poesia della Scienza - (ed. Ismeca - Centro Studi Eoliano) (2011)
- Universi Paralleli II - Dal Dolce Stil Novo alla Poesia della Scienza -(ed. Ismeca - Centro Studi Eoliano) (2011)

Collana monografica dedicata a V. CABIANCA ALLE EOLIE(ed. Ismeca - Centro Studi Lipari) (2011)
- TRA PROMETEO ED HERMES
  - Libro I [ I-XCIX ] Nel tuo mare di miele
  - Libro II [ C-CXCVIII ] Del tuo seno cicladico
  - Libro III [ CXCIX-CCXCVII ] Dal donario degli Ateniesi
  - Libro IV [ CCXCVIII-CCCXCVI ] E che la teogonia si compia
  - Libro V [ CCCXCVII-CDXCV ] Certo discendi dagli Dei
  - Libro VI [ CDXCVI-DXCIV ] Tu rendi fisico il metafisico
  - Libro VII [ DXCV-DCXCIII ] Dichiarazione d'Ottobre
  - Libro VIII [ DCXCIV-DCCXCII ] Come una Panatenaica
  - Libro IX [ DCCXCIII-DCCCXCI ] Chiuso per metamorfosi
- POESIA DELLA SCIENZA
  - Libro X [ DCCCXCII-CMXC ] Uragano non finire
  - Libro XI [ CMXCI-MLXXXIX ] Il teatro delle Eolie
  - Libro XII [ MXC-MCLXXXVIII ] Sinfonia dal nuovo mondo
  - Libro XIII [ MCLXXXIX-MCCLXXXVII ] Da Troia superstite
  - Libro XIV [ MCCLXXXVIII- MCCCLXXXVI] Mikròs Diàkosmos
  - Libro XV [ MCCCLXXXVII-MCDLXXXV ] Sospette entelechie
  - Libro XVI [ MCDLXXXVI-MDLXXXIV] Bonum est cognoscere
  - Libro XVII [ MDLXXXV-MDCLXXXIII] Confucio aveva ragione
- BIOGRAFIA POETICO LETTERARIA
  - "V.Cabianca alle Eolie" a cura di Adriana Pignatelli Mangoni. Vol. 1 - 2
- SELEZIONI ANTOLOGICHE
  - Orizzonti - ed. Libroitaliano, 2003
  - Fermenti - ed. Libroitaliano, 2004
  - Antologia italiana - ed. Libroitaliano, 2006
  - Argomenti - ed. Casa Editrice Ismeca, 2009
  - Teorema - ed. Libroitaliano, 2005
  - Confini - ed. Casa Editrice Ismeca, 2009
- SILLOGI POETICHE
  - Sui vulcani di Atlantide - ed. Libroitaliano, 2004
  - Variazioni sulla quarta corda - ed. Libroitaliano, 2005
  - Requiem ribelle - ed. Libroitaliano, 2006
  - Il piacere della conoscenza - ed. Ismeca, 2008
  - Eolie, teatro della poesia - ed. Ismeca 2009
  - E le muse nel cuore tremando - ed. Libroitaliano, 2009